# Чупрово (Артёмовская волость)
Чупрово — деревня в Невельском районе Псковской области России. Входит в состав сельского поселения «Артёмовская волость».

## География
Находится в 4 км к юго-востоку от волостной деревни Борки на берегу озера Мелкое.

## Население
Численность населения деревни на конец 2000 года составляла 8 жителей.